# إيريك باكا
إيريك باكا (بالنرويجية البوكمول: Eirik Bakke)‏ (13 سبتمبر 1977 النرويج - ) هو لاعب كرة قدم نرويجي، يلعب كلاعب وسط.

## روابط خارجية
- إيريك باكا على موقع الاتحاد الدولي (مؤرشف)  (الإنجليزية)
- إيريك باكا على موقع الاتحاد الأوربي (الإنجليزية)
- إيريك باكا على موقع اتحاد النرويج (النرويجية)
- إيريك باكا على موقع قاعدة بيانات كرة القدم.إي يو (الإنجليزية)
- إيريك باكا على موقع ناشيونال فوتبول تيمز (الإنجليزية)
- إيريك باكا على موقع Soccerbase.com (لاعب) (الإنجليزية)
- إيريك باكا على موقع Soccerway.com (الإنجليزية)
- إيريك باكا على موقع عالم كرة القدم.نت (الإنجليزية)